# Garcia Sanchez da Gasconha
Garcia Sanchez da Gasconha ou também García II Sánchez da Gasconha ou ainda em Língua basca: Gassia Sans, em Latim: Garsia Sancius Corvum (? — c. 930) "o Curvado" foi duque da Gasconha, França medieval em 893.
Aparece documentado numa carta emitida pelos senhores da Aquitânia reunidos em Bourges para decidir sobre uma ação nos fins do reinado de Carlos, o Gordo. Em 904 , ele usou o título de comes et marchio in limitibus oceani ("Conde e Duque destes territórios até aos limites do Oceano").
Garcia foi o primeiro em uma linha de condes e duques que governou a Gasconha até 1032 e incorporou o município de Bordeaux em seu campo. 

## Relações familiares
Foi filho de Sancho III Sanchez "Mitarra" (? — 845) duque de Gasconha e de N… de Galindes.
Casou com Aminiona de Angoulême, filha de Vulgrino I de Angoulême, Conde de Angoulême e de Sancha de Toulouse de quem teve:
1. Guilherme Garcês da Gasconha,[2] herdou o condado de Fezensac, incluindo Armagnac e foi casado com Gracinda de Ruergue, filha do conde de Tolosa e de Ruergue, Raimundo II de Tolosa e Ruergue.
2. Sancho IV Garcia da Gasconha que herdará o condado da Gasconha.
3. Arnaud de Astarac,[3] que herdará o condado de Astarac.
4. Acibella Garcez da Gasconha que casou com o conde Galindo II Aznárez, conde de Aragão.
5. Gracinda da Gasconha que casou com Raimundo Pôncio de Toulouse e Ruergue , filho do conde da Tolosa Raimundo II de Tolosa e Ruergue.
6. Andregoto da Gasconha, casada com Guilherme Sancho da Gasconha "o Bom" (cerca de 950 - 996), conde de Bordéus.